# Karate vid afrikanska spelen 2023
Karate vid afrikanska spelen 2023 hölls mellan den 7 och 9 mars 2024 i Accra i Ghana.

## Medaljörer

### Herrar
| Gren               | Guld | Silver | Brons |
| Individuellt, kata | Karim Waleed Ghaly Egypten                                                                                 | Adam Rchouq Marocko                                                                                           | Jesse Sim Sydafrika                                                                                                  |
| Individuellt, kata | Karim Waleed Ghaly Egypten                                                                                 | Adam Rchouq Marocko                                                                                           | Saber Benmakhlouf Algeriet                                                                                           |
| Lag, kata          | Egypten Abdelrahman Abdelsalam Mostafa El-Ghobashy Zeyad Mohamed                                           | Algeriet Youssef Zaid Saber Ben Makhlouf Abdelhadi Ouchaoua                                                   | Burkina Faso Allan Sanou Marc Sanou Samuel Sanou                                                                     |
| Lag, kata          | Egypten Abdelrahman Abdelsalam Mostafa El-Ghobashy Zeyad Mohamed                                           | Algeriet Youssef Zaid Saber Ben Makhlouf Abdelhadi Ouchaoua                                                   | Sydafrika Bradley Ho-Tong Jesse Sim Sibongiseni Ngwenya                                                              |
| 60 kg              | Alaa Selmi Algeriet                                                                                        | Iheb Ferchichi Tunisien                                                                                       | Abdelali Jina Marocko                                                                                                |
| 60 kg              | Alaa Selmi Algeriet                                                                                        | Iheb Ferchichi Tunisien                                                                                       | Mohamed Salama Egypten                                                                                               |
| 67 kg              | Ayoub Anis Helassa Algeriet                                                                                | Said Oubaya Marocko                                                                                           | Moamen Sabry Egypten                                                                                                 |
| 67 kg              | Ayoub Anis Helassa Algeriet                                                                                | Said Oubaya Marocko                                                                                           | Yoan Junior Dassi Tchouela Kamerun                                                                                   |
| 75 kg              | Abdalla Abdelaziz Egypten                                                                                  | Mohamed Abudabous Libyen                                                                                      | Abraham Bikoka Kongo-Brazzaville                                                                                     |
| 75 kg              | Abdalla Abdelaziz Egypten                                                                                  | Mohamed Abudabous Libyen                                                                                      | Oussama Zaid Algeriet                                                                                                |
| 84 kg              | Youssef Badawy Egypten                                                                                     | Makhtar Diop Senegal                                                                                          | Daouda Kader Traoré Burkina Faso                                                                                     |
| 84 kg              | Youssef Badawy Egypten                                                                                     | Makhtar Diop Senegal                                                                                          | Mehdi Sriti Marocko                                                                                                  |
| +84 kg             | Houssem Eddine Choiya Tunisien                                                                             | Taha Tarek Mahmoud Egypten                                                                                    | Hocine Daikhi Algeriet                                                                                               |
| +84 kg             | Houssem Eddine Choiya Tunisien                                                                             | Taha Tarek Mahmoud Egypten                                                                                    | Mouhamadou Falilou Diop Senegal                                                                                      |
| Lag                | Egypten Youssef Badawy Taha Tarek Mahmoud Moamen Sabry Abdalla Abdelgawad Abdalla Abdelaziz Mohamed Salama | Algeriet Hocine Daikhi Ousama Zitouni Falleh Midoune Oussama Zaid Ayoub Anis Helassa Naim Roouichi Alaa Selmi | Kongo-Brazzaville |
| Lag                | Egypten Youssef Badawy Taha Tarek Mahmoud Moamen Sabry Abdalla Abdelgawad Abdalla Abdelaziz Mohamed Salama | Algeriet Hocine Daikhi Ousama Zitouni Falleh Midoune Oussama Zaid Ayoub Anis Helassa Naim Roouichi Alaa Selmi | Tunisien Houssem Edine Choiya Laith Haddaji Iheb Ferchichi Ramez Bouallagui Mouhib Abid Nassim Nacef Youssef Djeridi |

### Damer
| Gren               | Guld                                                               | Silver                                                                   | Brons                                                              |
| Individuellt, kata | Aya En-Nesyry Marocko                                              | Aïcha Narimène Dahleb Algeriet                                           | Aya Hesham Egypten                                                 |
| Individuellt, kata | Aya En-Nesyry Marocko                                              | Aïcha Narimène Dahleb Algeriet                                           | Maxine Willemse Sydafrika                                          |
| Lag, kata          | Egypten Aya Hesham Asmaa Allam Noha Amr Antar                      | Marocko Aya En-Nesyry Sanae Agalmam Marwa Salmi                          | Algeriet Rayane Salakedji Aïcha Narimène Dahleb Aya Ouled El Arabi |
| Lag, kata          | Egypten Aya Hesham Asmaa Allam Noha Amr Antar                      | Marocko Aya En-Nesyry Sanae Agalmam Marwa Salmi                          | Botswana Lethabo Sekano Amantle Leburu Lesego Masimola             |
| 50 kg              | Yasmin Nasr Elgewily Egypten                                       | Cylia Ouikene Algeriet                                                   | Fenosoa Rakotobe Madagaskar                                        |
| 50 kg              | Yasmin Nasr Elgewily Egypten                                       | Cylia Ouikene Algeriet                                                   | Marinda Roetz Sydafrika                                            |
| 55 kg              | Louiza Abouriche Algeriet                                          | Ahlam Youssef Egypten                                                    | Maïmouna Niang Senegal                                             |
| 55 kg              | Louiza Abouriche Algeriet                                          | Ahlam Youssef Egypten                                                    | Chaimae El Hayti Marocko                                           |
| 61 kg              | Noursin Aly Egypten                                                | Wafa Mahjoub Tunisien                                                    | Abigael Mbemba Kongo-Brazzaville                                   |
| 61 kg              | Noursin Aly Egypten                                                | Wafa Mahjoub Tunisien                                                    | Chaima Midi Algeriet                                               |
| 68 kg              | Fatima-Zahra Chajai Marocko                                        | Wissal Ezzar Tunisien                                                    | Karima Mekkaoui Algeriet                                           |
| 68 kg              | Fatima-Zahra Chajai Marocko                                        | Wissal Ezzar Tunisien                                                    | Lethabo Sekano Botswana                                            |
| +68 kg             | Menna Shaaban Okila Egypten                                        | Maroua Eddarhri Marocko                                                  | Chehinez Jemi Tunisien                                             |
| +68 kg             | Menna Shaaban Okila Egypten                                        | Maroua Eddarhri Marocko                                                  | Chaïma Oudira Algeriet                                             |
| Lag                | Egypten Noursin Aly Menna Shaaban Okila Ahlam Youssef Habiba Hekal | Senegal Ndéye Yacine Lô Maïmouna Niang Aïssatou Simall Fatou Ndiaye Diop | Kongo-Brazzaville                                                  |
| Lag                | Egypten Noursin Aly Menna Shaaban Okila Ahlam Youssef Habiba Hekal | Senegal Ndéye Yacine Lô Maïmouna Niang Aïssatou Simall Fatou Ndiaye Diop | Marocko Fatima-Zahra Chajai Maroua Eddarhri Chaimae El Hayti       |

## Medaljtabell
| Nr                   | Nation               | Guld | Silver | Brons | Totalt |
| -------------------- | -------------------- | ---- | ------ | ----- | ------ |
| 1                    | Egypten              | 10   | 2      | 3     | 15     |
| 2                    | Algeriet             | 3    | 4      | 7     | 14     |
| 3                    | Marocko              | 2    | 4      | 4     | 10     |
| 4                    | Tunisien             | 1    | 3      | 2     | 6      |
| 5                    | Senegal              | 0    | 2      | 2     | 4      |
| 6                    | Libyen               | 0    | 1      | 0     | 1      |
| 7                    | Kongo-Brazzaville    | 0    | 0      | 4     | 4      |
| 7                    | Sydafrika            | 0    | 0      | 4     | 4      |
| 9                    | Botswana             | 0    | 0      | 2     | 2      |
| 9                    | Burkina Faso         | 0    | 0      | 2     | 2      |
| 11                   | Kamerun              | 0    | 0      | 1     | 1      |
| 11                   | Madagaskar           | 0    | 0      | 1     | 1      |
| Totalt (12 nationer) | Totalt (12 nationer) | 16   | 16     | 32    | 64     |